# Hovgården
Hovgården è un sito archeologico che si trova sull'isola di Adelsö, sul lago Mälaren, in Svezia. Esso venne occupato dai Vichinghi nel X e XI secolo, entrando a far parte dell'Uppsala öd, una rete di tenute che supportavano i re di Svezia; si pensa inoltre che qui si trovasse il centro amministrativo della città di Birka, che si trova sulla vicina isola di Björkö.
Hovgården è disseminata di migliaia di tumuli appartenenti a sovrani, capitani e contadini dell'epoca vichinga.
Nel periodo medievale vennero costruiti il Castello di Alsnö hus ed una chiesa, mentre nel 1279 qui venne fondato il sistema feudale svedese.
Nel 1993 Hovgården, è stata inserita nell'elenco dei Patrimoni dell'umanità dell'UNESCO insieme a Birka, un vicino insediamento vichingo e la sede della più antica congregazione cristiana di Svezia, fondata da Sant'Oscar nell'831.

## Storia

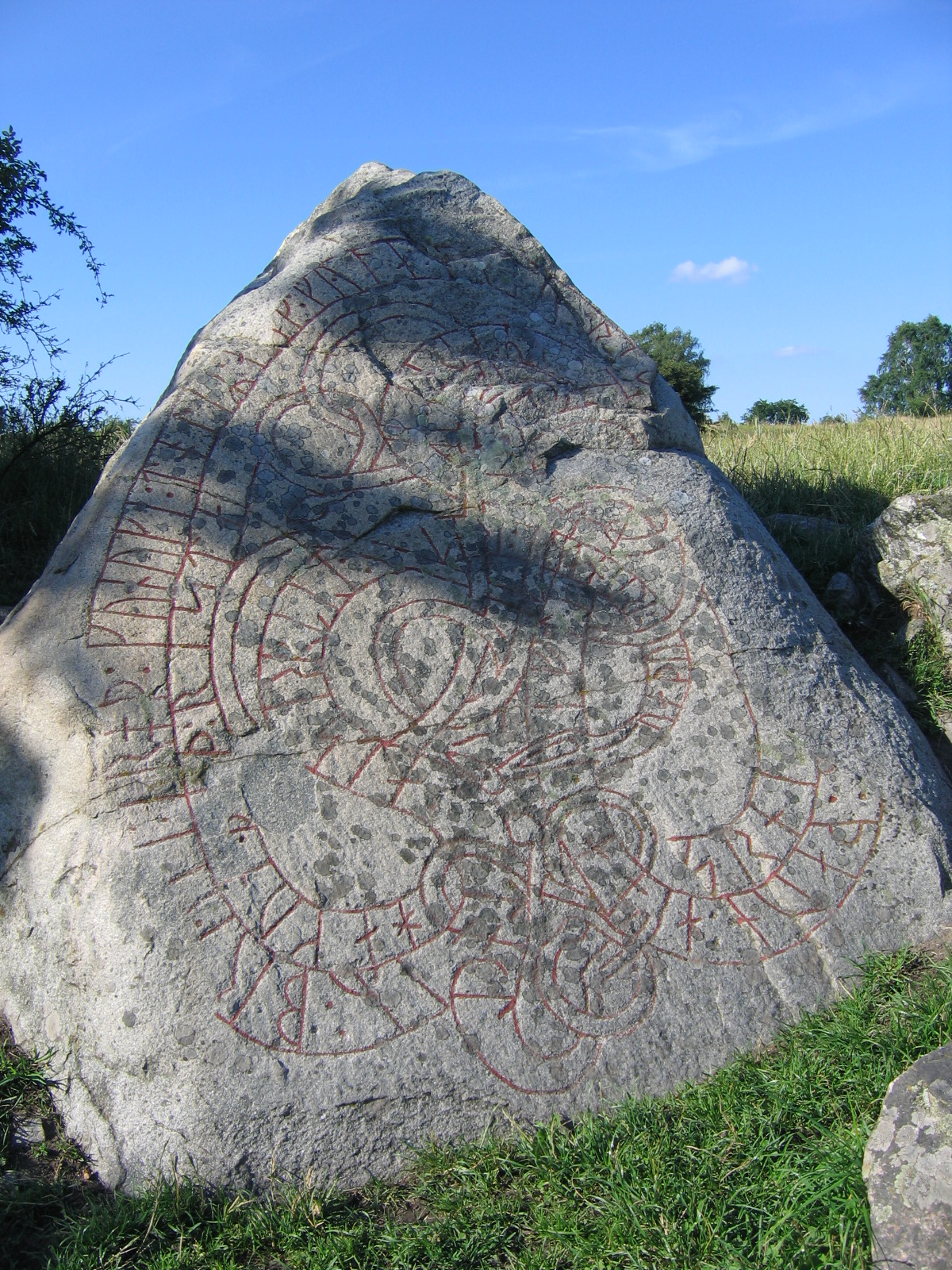
l' Iscrizione_runica_U_11 risalente al 1070 (circa).

I resti archeologici più antichi di Adelsö, sono situati a nord di Hovgården, sono tumuli di sepoltura dell'età del bronzo (1800-500 a.C.). A quanto pare questa cultura è sopravvissuta all'età del ferro (500-800 a.C.), poiché sono state trovate numerose tombe della prima parte di questo periodo. A Hovgården sono state trovate circa 124 tombe; la più antica risale all'età del ferro romana (1-400 a.C.) e quello più recente all'inizio del medioevo (1050-1520), indicando che l'area è stata utilizzata ininterrottamente per tutto questo periodo.
A nord della chiesa parrocchiale ci sono cinque grosse sepolture di cui tre sono chiamate Kungshögar. In svedese, Kung che definisce re e högar, dall'antica parola norvegese haugr, che significa tumulo o barrow. Hovgården apparentemente era il luogo per la proprietà reale Kungsgård già nell'età vichinga (800-1050 circa). Uno scavo di uno di questi tumuli reali nel 1917 ha rivelato i resti di un ricco uomo che viveva intorno al 900 d.C. Fu bruciato mentre giaceva in una barca, con abbigliamento costoso ma senza armi, accompagnato da cavalli, mucche e cani.

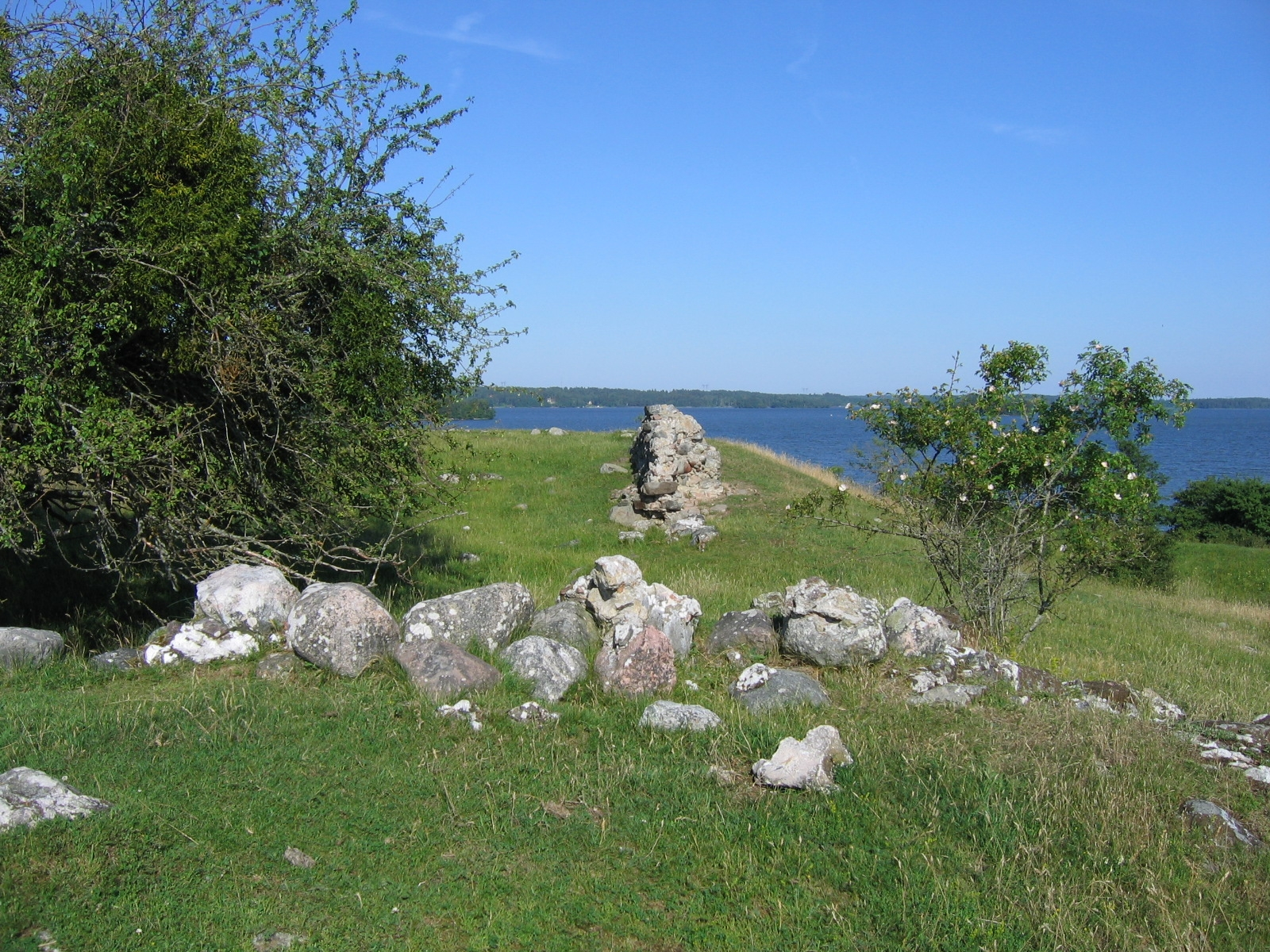
Le rovine di Alsnö hus.

Birka, la città più antica della Svezia, era un luogo di commercio internazionale. Si è ipotizzato che l'insediamento reale a Hovgården sia stato stabilito come mezzo reale del controllo di Birka. Tuttavia, mentre Birka fu abbandonata alla metà del X secolo.
Inoltre, il re Magnus Barnlock aveva sostituito il vecchio castello con un palazzo costruito in mattoni, Alsnö hus, negli anni tra il 1270 e il 1279 Nel palazzo, il re istituì la nobiltà svedese attraverso l'Ordinanza di Alsnö (Alsnö stadga) nel 1279. Tuttavia, il palazzo fu distrutto prima della fine di quel secolo e così come è stato lasciato decadere Hovgården esso ha perso in importanza.

## Galleria d'immagini

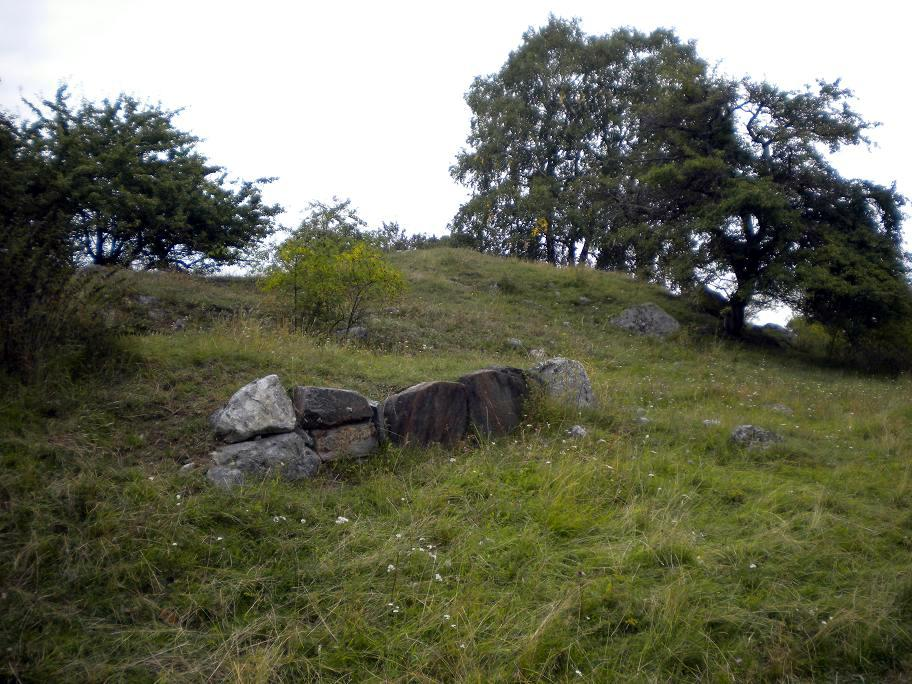
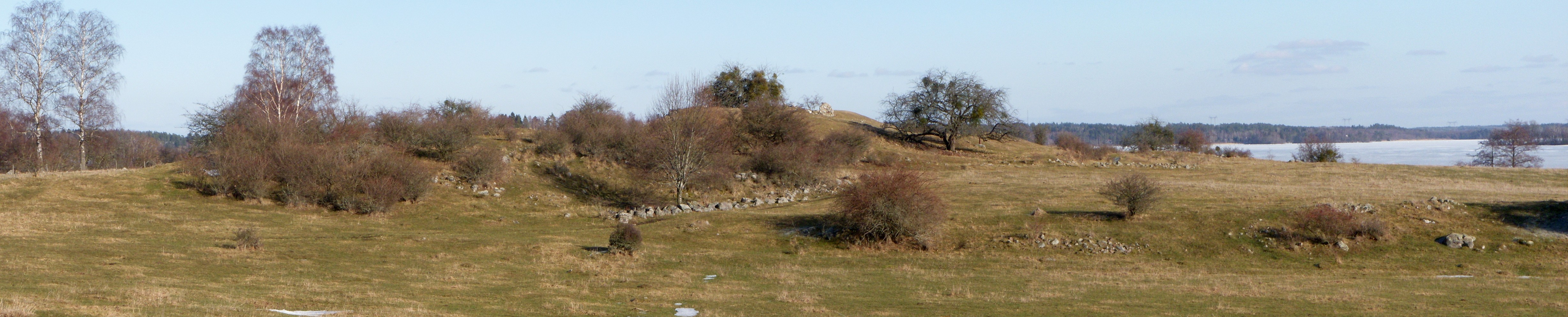
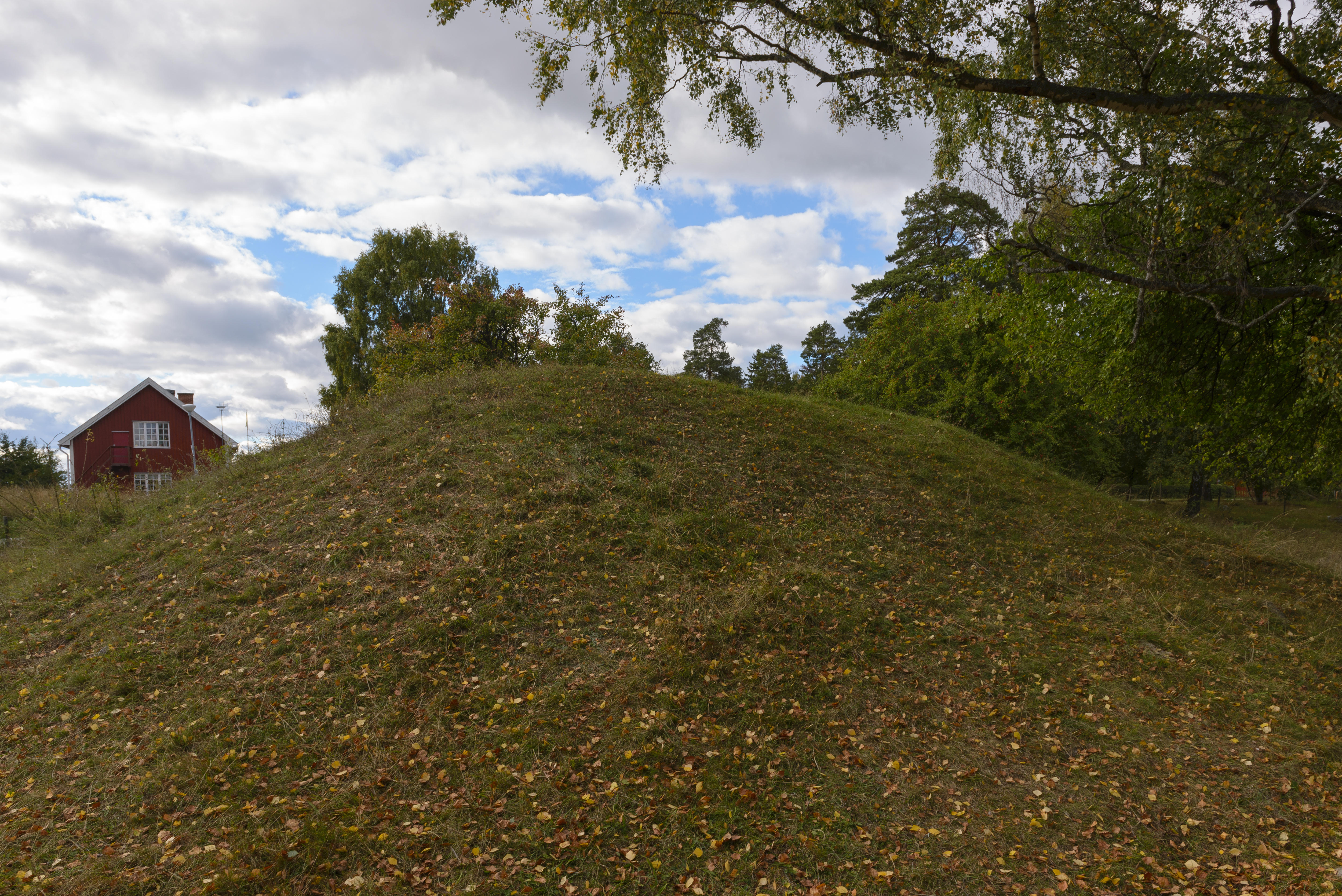
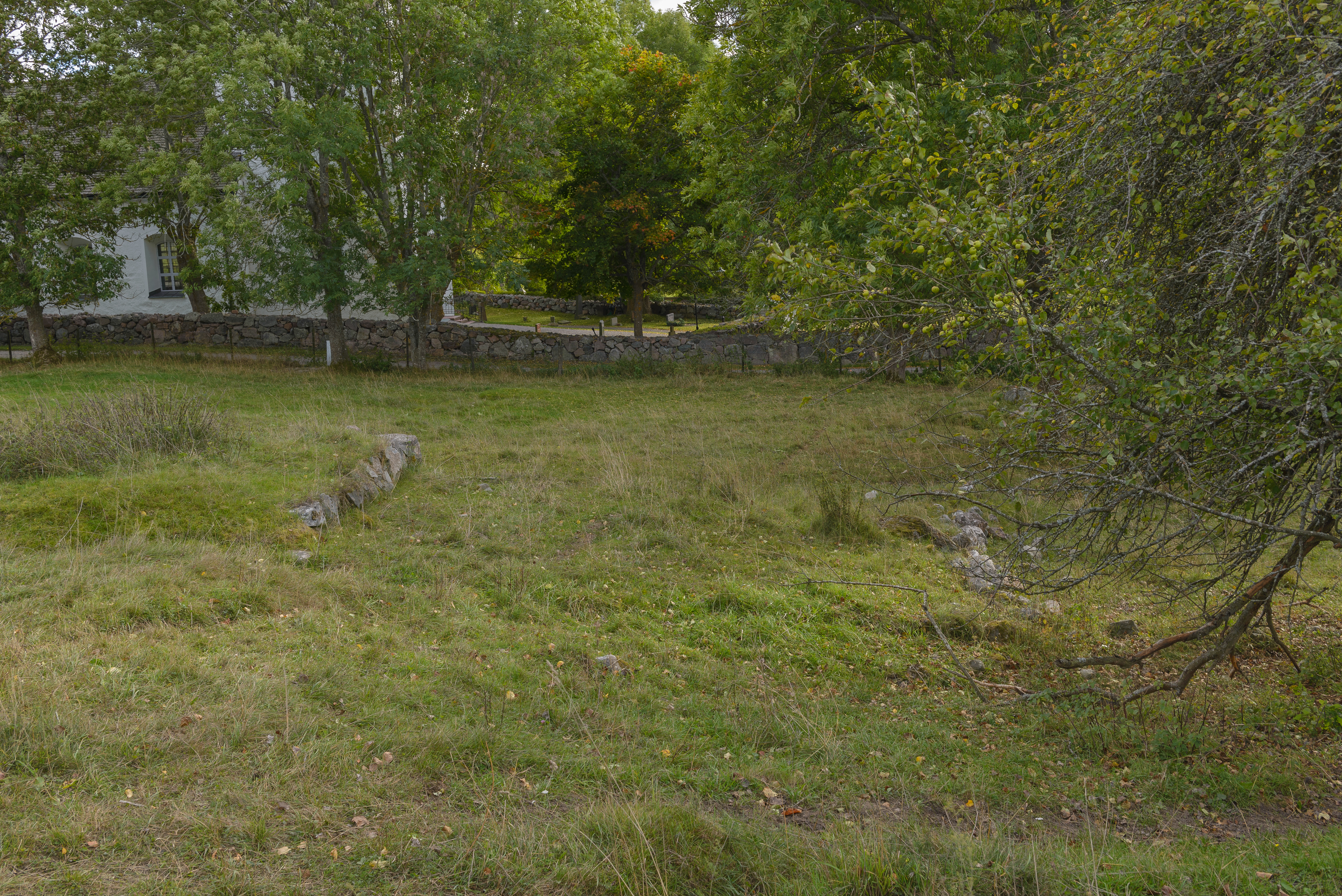
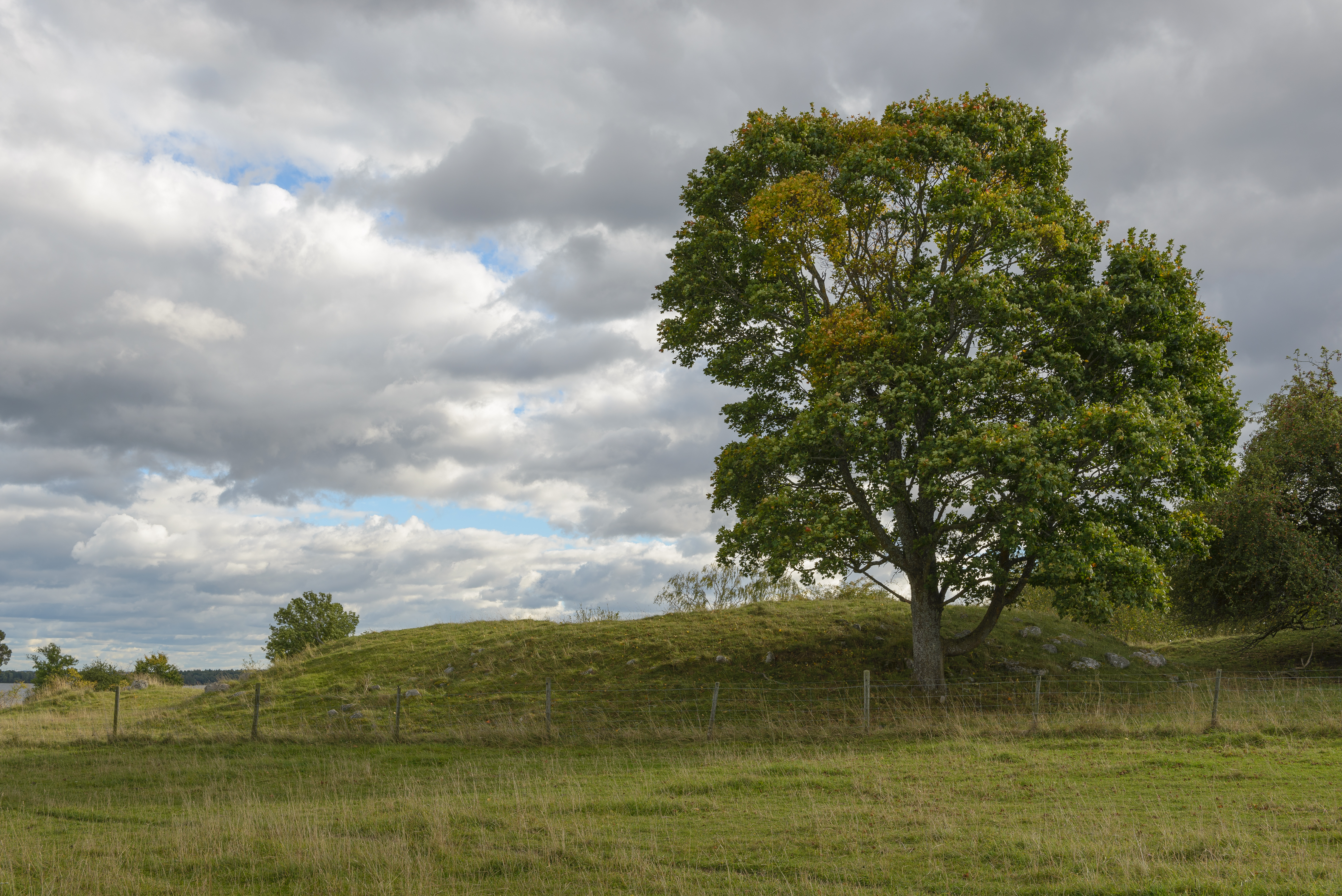
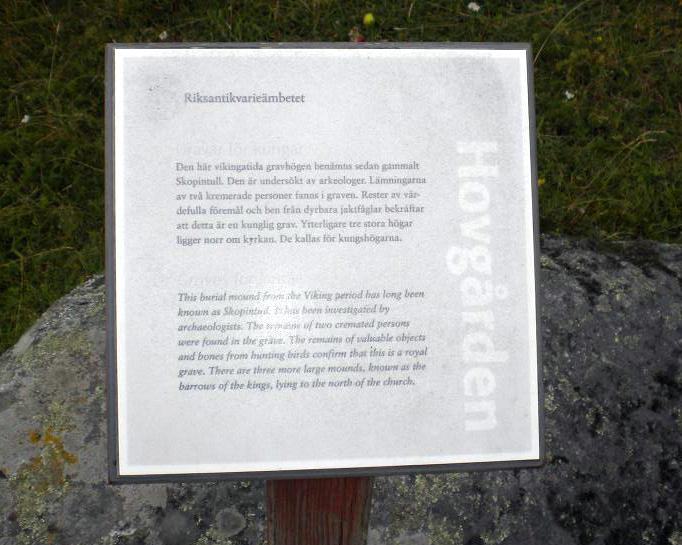
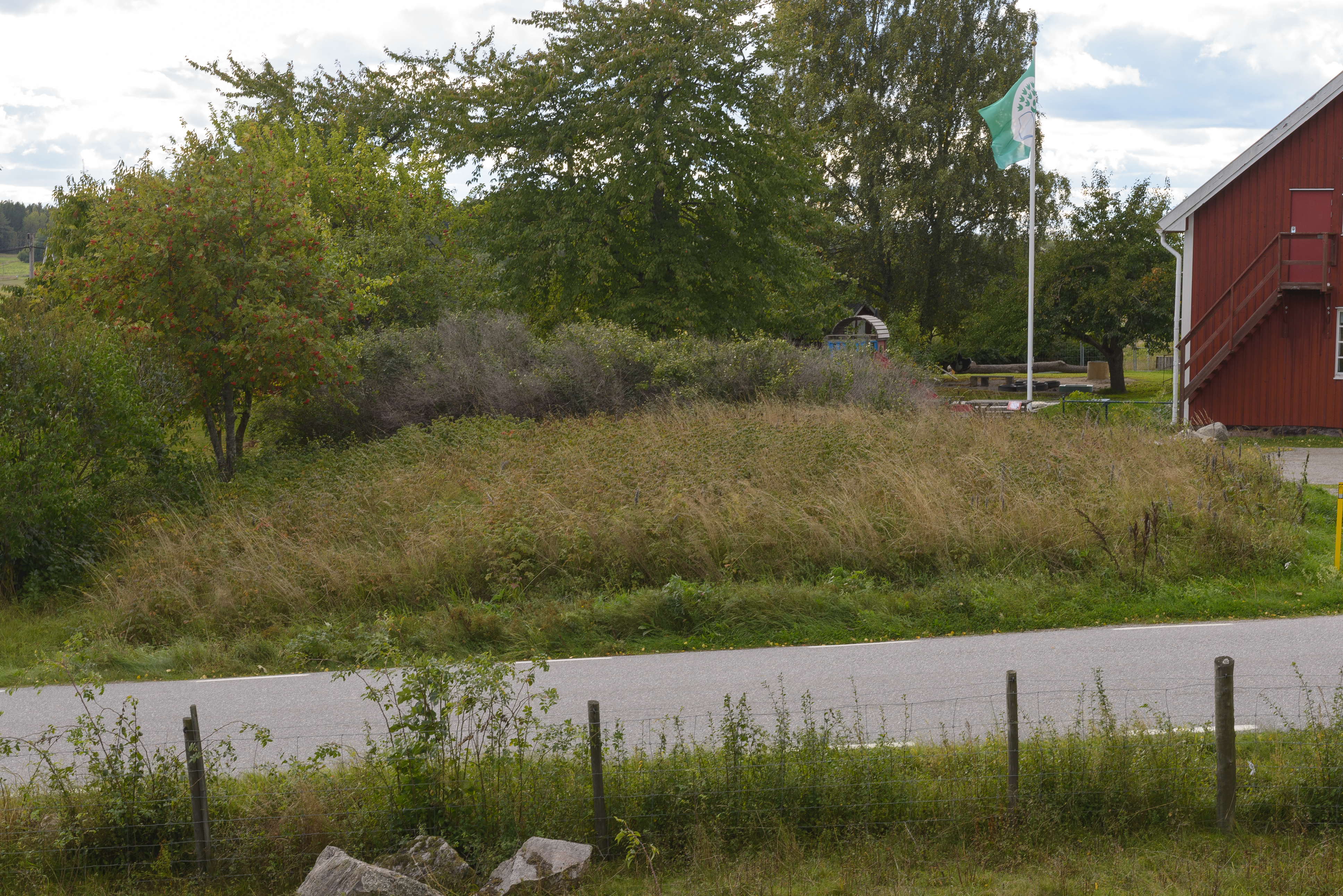
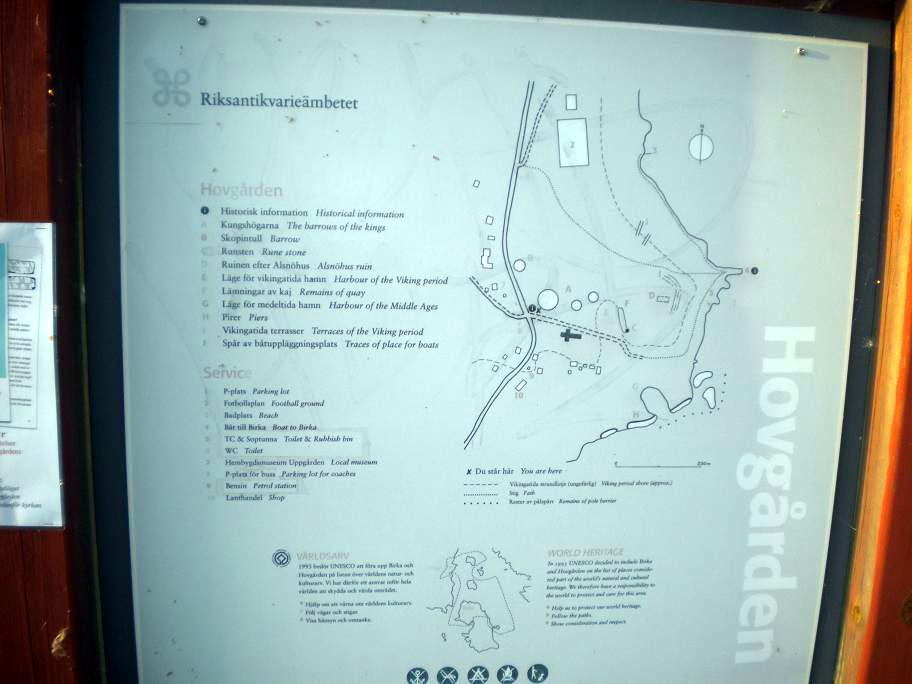
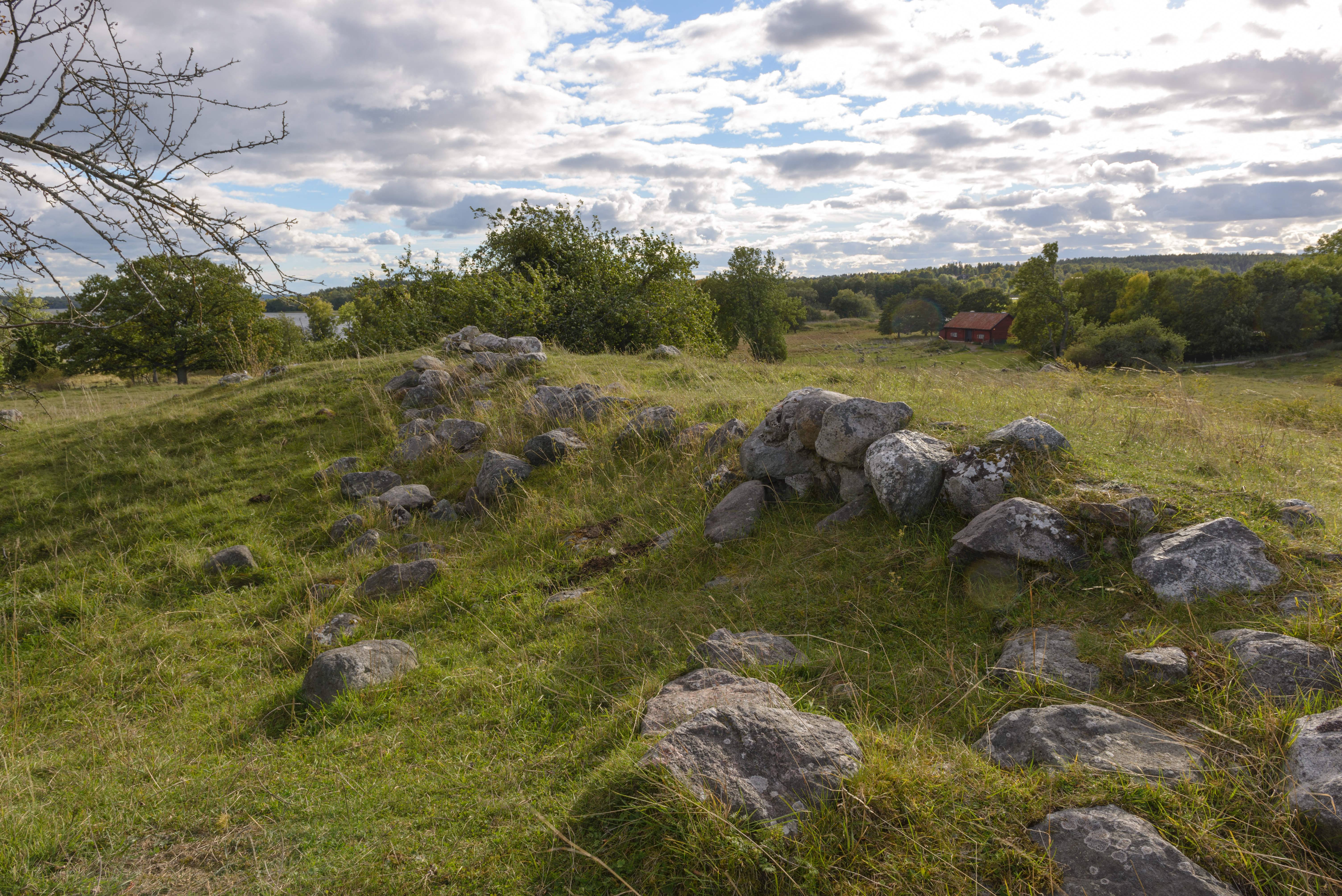
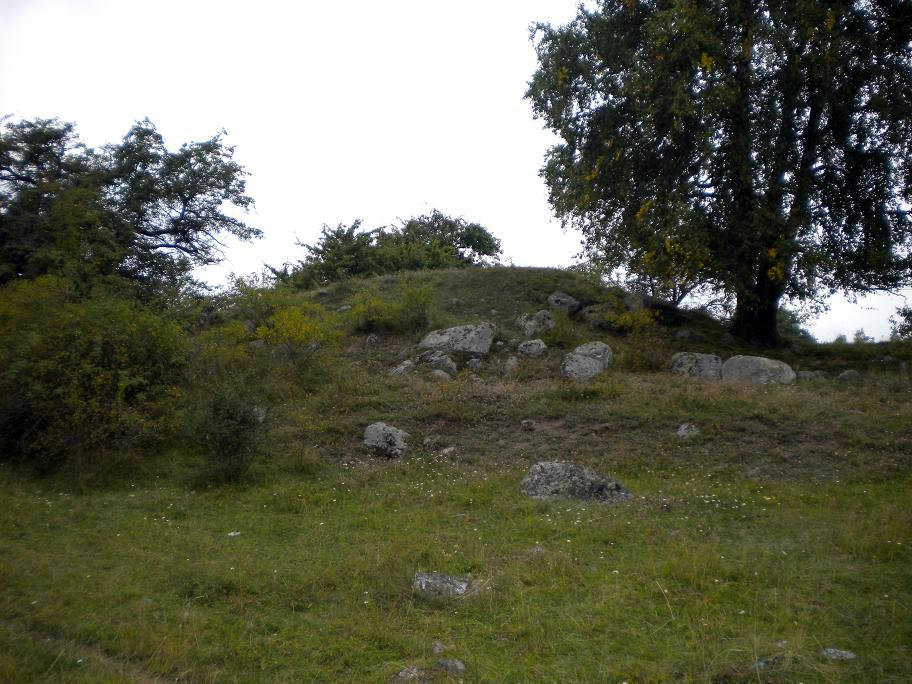
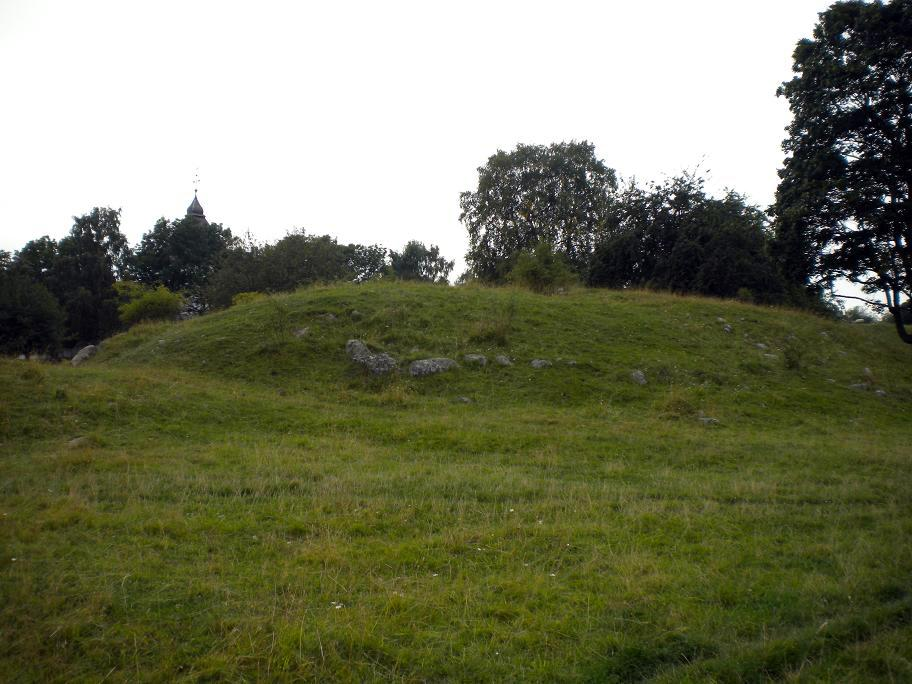